# Aires Gomes da Silva, 3.º senhor de Vagos
Aires Gomes da Silva, foi senhor de Vagos, regedor da Casa do Cível de Lisboa e alcaide-mor de Montemor-o-Velho.
Esteve envolvido, ao lado se seu pai na conquista de Ceuta, sendo aí armado cavaleiro por  D. Pedro, duque de Coimbra. Desde aí se manterá sempre fiel ao futuro regente  do Reino de Portugal. Terá ido com ele viajar e foi ele que, a pedido do infante, se deslocou a Valença de Aragão, onde encontrou a noiva pretendida e de igual elevada condição que tanto o satisfez, a D. Isabel de Urgel.
Exerceu, durante uns anos, o cargo de regedor da comarca Entre-Douro e Minho e que depois acumulou com as funções de vedor das obras na mesma província na substituição de seu pai.
Em 11 de Maio de 1445, obteve os bens em Valença do Minho de Estevão Fernades, que era residente nessa vila, por este andar fugido por um crime que tinha cometido há muito.
Morreu na Batalha de Alfarrobeira como partidário do príncipe regente.
Depois de terem sido devolvidos todos os bens do marido, a viúva foi a fundadora do monumental Mosteiro de São Marcos de Coimbra, onde seu sogro tinha construída uma ermida.

## Dados genealógicos
Era filho de João Gomes da Silva, senhor de Vagos, e de Margarida Coelho, filha de Gonçalo Pires Coelho e de Maria da Silva.
Casou uma primeira vez com Leonor de Miranda, filha Martim Afonso Charneca, bispo do Porto e de Braga.
Tiveram:
- Leonor da Silva que casou com D. Fernando de Meneses, 2.º senhor de Cantanhede[5].

Casou uma segunda vez com D. Beatriz de Meneses, filha de D. Teresa Vasques Coutinho e de D. Martinho de Meneses, 1.º senhor de Cantanhede, que foi aia e camareira-mor da Rainha D. Isabel, que igualmente depois teve a muito jovem infanta Santa Joana Princesa ao seu cuidado, e isso até vir a recolher-se junto ao Mosteiro de São Marcos, perto de Tentúgal, por ela fundado e dotado, em 1458, vindo aí a falecer em 1466.
Tiveram:
- João da Silva, 4º senhor de Vagos
- Fernão Teles de Meneses, 4º senhor de Unhão.[7]
- Isabel de Meneses ( - 12 de Agosto de 1482) que casou, precedendo escritura de dote de 19 de Abril de 1457, com D. Rodrigo Afonso de Melo, 1º conde de Olivença.
- Margarida de Meneses, abadessa do mosteiro de Santa Clara de Coimbra[5].